# فكتور يميليانوف
فكتور يميليانوف هو لاعب كرة قدم روسي في مركز الدفاع، ولد في 3 يوليو 1987 في ريازان في روسيا. لعب مع FC Ryazan (2010) ‏.

## وصلات خارجية
- فكتور يميليانوف على موقع Soccerway.com (الإنجليزية)